# Историография Великой французской революции
Историография Великой французской революции насчитывает уже более двухсот лет и историки пытаются ответить на вопросы относительно истоков революции, её значения и последствий. К 2000 году, многие историки говорили, что поле изучения Великой французской революции находится в интеллектуальном смятении. Старая модель или парадигма, сосредоточившая внимание на классовый конфликт, казалось, была дискредитирована, но ни одна новая пояснительная модель не получила широкой поддержки. Тем не менее, среди историков сохраняется широкое согласие в том, что Великая французская революция является водоразделом в европейской и, соответственно, мировой истории.

## Эволюция и тенденции в историографии

### Современники и Реставрация
Антуан Барнав (1761—1793), был один из первых, выразивших своё понимание революции. Взгляды Барнава формировались под влиянием Монтескье и Адама Смита, как и большинства деятелей того времени. Уже после своего ареста, в заключении, он написал «Введение к Французской революции» (фр. Introduction à la Révolution française), работа о революции и конституции, которая не появилась в печати до 1843 года. В этой работе Барнав показывал, что революция являлась кульминацией долгой эволюции, берущей начало в средние века, когда право собственности на землю привело к формированию аристократических правительств. С развитием торговли и промышленности происходит трансформация традиционных аграрных обществ в сторону появления и прогресса буржуазии, что в свою очередь вело к желанию буржуазии участвовать в управлении государством. Барнав констатирует, что учреждения, созданные земельной аристократией препятствуют наступлению новой эры и тормозят его. «Правительство, возникшее из феодализма, приобрело новою форму, не вполне разработанную, когда аристократия перестаёт быть тиранической, но до того, как король становится деспотом, или народ свободным: эра доминирования королевской власти, которая ограничивает власть дворянскую, прелюдия власти народа». Мышление Барнава настолько отличалось от мышления других революционеров эпохи и о их роли и являлось радикальным сдвигом в интерпретации событий. За свои политические просчёты Барнав заплатил своей собственной жизнью, но его рукописи, опубликованные посмертно, обеспечили ему интеллектуальный вклад в XIX и XX веке.
Консервативная и контрреволюционная идеология
Эдмунд Бёрк (1729—1797), британский политический деятель, публицист и философ, один из основоположников консерватизма. В 1790 в связи с восторженной реакцией в Англии на события революции, Бёрк опубликовал своё программное произведение — «Размышления о Французской революции». Бёрк выражает своё негативное отношение к попыткам пересоздать общество по какому-либо «рациональному» проекту: притязаниям просветительского «автономного» разума с его абстрактными концепциями идеального общественного устройства был противопоставлен авторитет традиции — коллективных верований, нравов и обычаев, в которых воплотился многовековой опыт данного народа, представленный такими исторически сложившимися институциями, как Церковь и государство (религия как «основа гражданского общества»). Традиция понимается Бёрком как преемственная связь не только с прошлыми, но и с будущими поколениями. Передаваемые традицией основополагающие ценности имеют своим источником трансцендентный моральный порядок, установленный Богом и превосходящий человеческое разумение. Зло изначально коренится не в тех или иных общественных учреждениях, как полагал Руссо, но в самой человеческой природе, несущей на себе печать первородного греха. Революционным требованиям равенства и либеральным доктринам была противопоставлена концепция общества как иерархически устроенного органического целого, в котором различные группы в силу традиции выполняют разные задачи на благо этого единого целого. Теория общественного договора отвергалась как рационалистическая фикция.
Взгляды Бёрка стали основой и идейным источником всех противников революции. Бёрк не находил Старый порядок (фр. Ancien Régime) особо привлекательным, но в то же время считал, что необходимы были лишь несколько незначительных поправок к существующему порядку вещей. Поэтому революция не могла, по его мнению, быть результатом подлинного и широко распространённого желания реформ, а была вызвана скорее амбициями и кознями меньшинства. Он ссылается, в частности, на клику «политических литераторов» и «философов», критиковавших церковь, и с помощью финансовых кругов, стремящихся рассчитаться с традиционной аристократией.
Эта идея «заговора» нашла своих многочисленных сторонников.
Огюстен Баррюэль (1741—1820) — аббат, иезуит, критик масонства и революции, разоблачал «просветительско-иллюминатско-масонский заговор», направленный на свержение европейских монархий и католической церкви. Автор «Мемуаров по истории якобинизма» (фр. Mémoires pour servir à l'histoire du jacobinisme), опубликованных в 1797 году.
Жозеф де Местр (1753—1821) Свои политические и философские взгляды Местр изложил в книге «Размышления о Франции» (фр. Considérations sur la France) в 1796 году, принёсшей ему известность и поставившей его в один ряд с прославленными европейскими публицистами. Местр провозглашает идею о провиденциальной роли Франции в судьбе человечества. Революцию, которую Местр называет «сатанинской», он рассматривает как испытание, посланное Франции в наказание за попытку стать независимой от бога. Франция, полагал Местр, должна понести возмездие, из которого человечество сможет выйти очищенным и улучшенным. Созданная якобинским правительством централизация послужит на пользу будущей монархии, реставрация которой неизбежна.
Луи Габриэль Бональд (1754—1840), французский философ и политический деятель, воевал против революционной Франции. В 1796 выпустил книгу «Теория политической и религиозной власти в гражданском обществе» («Théorie du pouvoir politique et réligieux dans la société civile»), в которой критиковал революцию. Являлся лидером традиционализма, выступал за общество, в котором только бог суверен — «божественное право». Один из лидеров ультрароялистов, идеолог легитимизма и консерватизма. Критиковал идеи Просвещения, доказывал, что монархия является наилучшей, богом данной формой государственного устройства, а католицизм — наилучшей религией. Боролся против свободы прессы и права на развод.
Мемуары
Мадам де Сталь (1766—1817) Реакция, водворившаяся после реставрации, побудила дочь
Жака Неккера на написание записок, которые были опубликованы после её смерти в 1818 году — «Considérations sur les principaux événements de la révolution française». Сочинение это состоит из нескольких частей, между которыми нет полного единства. Источники работ последующих историков Минье и Тьера, школы «фаталистов», можно проследить к «Considérations» мадам де Сталь. Многие её высказывания вошли в последующие работы историков: «режим Террора» или вошедшая в чёрную легенду «зеленоватое лицо» Робеспьера (фр. d'une couleur verte), повторенное многократно его противниками, как и её «если и останется одно имя от этой эпохи — это будет имя Робеспьера» (фр. Aucun nom ne restera de cette époque, excepté Robespierre).
Первоначально мадам де Сталь намерена была ограничиться изложением первой фазы революции и написать апологию своего отца; но затем она расширила содержание своего труда, задавшись целью представить защиту французской революции и выяснить главные её результаты. В течение 25 лет (1789—1814) де Сталь не только наблюдала все стадии развития французского революционного духа, но откликалась на все волнения бурной эпохи. Подводя итог революционному периоду, мадам де Сталь усматривает основную цель революции в завоевании народом политической и духовной свободы. Революция не только сделала Францию свободной, но и дала ей благосостояние. Если преступления отдельных лиц запятнали революцию, то никогда ещё во Франции не проявлялось и столько возвышенных сторон человеческого духа. Вдохнув во многие сердца благородный энтузиазм, революция выдвинула великих деятелей и завещала будущему вечные принципы свободы. Причины революции кроются в общих исторических условиях, а не в действиях и стремлениях отдельных лиц: «Преступления и жестокости революции не являются результатом республиканской системы правления».
Рене Левассёр (1747—1834), в 1829 году в Париже появился первый том мемуаров (фр. Mémoires де R. Levasseur (de la Sarthe) ex-conventionnel), за которым последовали ещё три тома. Мемуары вызвали настоящую сенсацию и широкое признание, как и негодование со стороны консервативных кругов. Тогда как враждебные по отношению к революции книги появлялись в большом количестве, воспоминания Левассёра были первой работой положительно оценивающей революцию, написанной с точки зрения одного из активных, решительных и последовательных её участников — якобинцев. Правительство Карла X издало приказ о конфискации книги и подвергло издателей мемуаров штрафам за «возмущение принципов монархии и религии» (фр. outrageant les principes de la monarchie et la religion). Молодой Карл Маркс внимательнейшим образом изучал мемуары Левассёра и составил краткий конспект: «Борьба якобинцев с жирондистами».
Филиппо Буонарроти (1761—1837) Итальянец Буонарроти принял участие в революции, в заговоре Бабёфа при Директории и был приговорен к пожизненной ссылке. В 1828 году он выпустил в Брюсселе книгу под названием «Заговор во имя равенства, именуемый заговором Бабёфа» (фр. Conspirantion pour l’Egalite, dite de Babeuf, suivie du proces auquel elle donna lieu). Эта книга до сих пор является источником по истории бабувизма. Истории заговора Буонарроти предпосылает общий очерк истории революции, главным образом Конвента. Буонарроти обвиняет Жиронду в неискренности её республиканизма. Для него восстание 31 мая — победа искренних друзей равенства над эгоистами. В монтаньярах Буонарроти видит подлинных защитников интересов народа. Конституция 1793 года — компромисс, но все же открывающий возможность для прогресса дела равенства. Диктатура была совершенно необходима не только для борьбы с внешними врагами. Робеспьер и Сен-Жюст стремились, по мнению Буонарроти, осуществить программу социальных реформ и уже приступили к этому преобразованию. В дантонистах Буонарроти видел противников дела народа. Робеспьеру удалось сокрушить их вождей, но противники равенства 9 термидора сумели нанести смертельный удар революции. С этого дня власть перешла в руки людей, лицемерно называвших себя демократами, и соединившихся с ними старых защитников аристократии, в результате чего революция погибла.

### XIX век

#### Либеральный период (L'école fataliste)
Историки периода реставрации отражали либеральные настроения, враждебно относившиеся к династии Бурбонов и дворянской реакции. Они рассматривали революцию как событие, исторически неизбежное и необходимое. Если реакции и удалось победить, то эта победа носила временный характер, и рано или поздно либеральные принципы должны одержать верх. Н. И. Кареев указывал, что только в годы Реставрации «начинается настоящая научная разработка прошлого Франции, в которой нашло своё место и изучение французской революции». Развивающиеся буржуазные отношения, несмотря на реакцию, и события, ведшие к революции 1830 года и приведшие к власти Луи-Филиппа, «короля-буржуа» (фр. le Roi Bourgeois), нашли своё отражение в работах историков, принадлежащих к школе детерминизма (фр. l'école fataliste). История рассматривается как процесс, хотя складывающийся из действий людей, но, тем не менее, не зависящий от их сознания и воли, как процесс естественно-исторический. В главном и основном он идёт именно так, а не иначе. Существует историческая предопределенность и необходимость, которая проявляется в случайностях, в том, что могло быть, а могло и не быть. И эта историческая необходимость совершенно отчётливо выступает не только в общем ходе истории, но и в крупных её эпизодах, в частности, в таких, как Великая французская революция. Именно в это время буржуазный характер революции становится признанной теорией и находился у истоков возникновения теории борьбы классов в марксизме. Как отмечал Энгельс в «Людвиг Фейербах и конец классической немецкой философии» — «…центром всей политической борьбы… являлись стремления к господству двух классов: землевладельческой аристократии (англ. landed aristocracy), с одной стороны, и буржуазии (англ. middle class) — с другой. Во Франции тот же самый факт дошёл до сознания вместе с возвращением Бурбонов. Историки периода Реставрации, от Тьерри до Гизо, Минье и Тьера, постоянно указывают на него как на ключ к пониманию французской истории, начиная со средних веков».
Адольф Тьер (1797—1877) — французский политический деятель и историк. При Июльской монархии — премьер-министр Франции. Первый президент французской Третьей республики. Член Французской академии (1833). В 1823 году вышел обширный труд Тьера «Histoire de la révolution française depuis 1789 jusqu’au 18 brumaire» — «История французской революции начиная с 1789 года вплоть до 18 брюмера» (Париж, 1823—1827). Труд этот был первой подробной и вместе с тем научной историей революции. В сочинении Тьера поражало умение говорить обо всём тоном специалиста; картины битв и походов свидетельствовали о знакомстве с военным делом, страницы, посвящённые финансам, как будто были написаны финансистом. Книга Тьера была лучшим для своего времени выражением этих тенденций; она вся дышала сочувствием к делу революции и любовью к свободе.
Успех четырёхтомной работы Тьера в первое десятилетие после её опубликования был очень велик. Но её научные недостатки, вследствие которых она в отличие от его же «Истории консульства и империи» очень скоро была предана забвению, довольно быстро были замечены уже современниками. Томас Карлейль заметил, что Тьер если и делает какие-нибудь ссылки, то только на целые книги; он никогда не снисходит до указания не только страниц, но даже глав. По мнению Карлейля, книги Тьера могли быть полезны только для людей, ничего не знающих об истории революции. Н. И. Кареев считал, что «исторический оппортунизм доведён Тьером до крайних пределов… Если одерживалась победа, значит, так и надо было: победителей не судят, тому же, кто потерпел поражение, туда и дорога».
Франсуа Минье (1796—1884) — юрист, либерал, противник реставрации, вместе с Тьером принимал
участие в основании буржуазной газеты «Насьоналъ» (фр. National). В 1824 году вышла в свет книга Минье «История французской революции» (фр. Histoire de la révolution française), представляющую обозрение хода событий во Франции с 1789 по 1814 год. В своей работе о французской революции Минье проводит либеральную точку зрения и полагает, что революция имела положительное значение, nоснольку она способствовала возвышению буржуазии; обеспечила ей политическую свободу и рост экономической мощи: в этом Минье видел основные задачи революции.
С самого начала своей Истории французской революции Минье ясно даёт понять цели своего труда — «Я собираюсь дать краткий очерк Французской революции, с которой в Европе начинается эра нового общественного уклада… Эта революция не только изменила соотношение политических сил, но произвела переворот во всем внутреннем существовании нации». Франция, уточнял он, была страной, где королевская власть не имела границ, царил произвол правительства и привилегий. Этот режим, продолжал Минье, «революция заменила новым, более справедливым и более соответствующим требованиям времени. Она заменила произвол — законом, привилегии — равенством; она освободила людей от классовых различий, землю — от провинциальных застав, промышленность — от оков цехов и корпораций, земледелие — от феодальных повинностей и от тяжести десятины, частную собственность — от принудительного наследования; она все свела к одинаковому состоянию, одному праву и одному народу… Главная цель была достигнута, в империи во время революции разрушилось старое общество и на месте его создалось новое».
В этом блестящем труде Минье задался целью оправдать революцию в глазах современников и прославить среднее сословие. Внося политические убеждения в ученый труд, Минье все же достаточно объективен сравнительно с другими историками того времени. История, по взгляду Минье, сплетается из ряда «неизбежных» событий; он развивает в своей книге картину «неизбежного логического хода» идей. Отсюда исторический фатализм, оправдание терроризма, казни жирондистов, Наполеона. Сжатый язык, превосходные характеристики, благородный тон всего сочинения сделали его «Историю» популярной книгой в Европе.
Тьерри считал главным достоинством Минье как историка то, что он обладал поразительным талантом обобщения фактов. Несмотря на все свои симпатии к жирондистам, он все же считал их неспособными справиться с трудностями 1792—1793 годов «как могли бы они победить внешних врагов без фанатизмa, обуздать партии без террора, прокормить народную массу без максимума, содержать армии без реквизиций». Минье крайне отрицательно относился к революционной
диктатуре якобинцев, к проявлениям народной инициативы. В первых изданиях своей работы Минье утверждал: «Три года диктатуры были потеряны для свободы, но не для революции».

#### Республиканская школа
Филипп Бюше (1796—1865), христианский социалист, одно время сторонник Сен-Симона. Вместе с Ру-Лавернем (1802—1874), впервые с времён революции, он издал в 1834—1838 годах собрание материалов по истории французской революции — «Парламентская история французской революции» (фр. Histoire parlementaire de la Révolution française, ou Journal des assemblées nationales depuis 1789 jusqu’en 1815), свод которых сделан с республиканской точки зрения. В неё вошли прения в Собраниях и в Якобинском клубе, протоколы Парижской коммуны и Революционного трибунала и другие источники. Бюше искренне пытался совместить республиканско-демократические и социалистические симпатии со своими католическими воззрениями, считая, что всё лучшее в современной цивилизации порождено заветами Евангелия. В преамбулах, которые он помещал в отдельных томах перед документами, Бюше развивал свои общие исторические идеи. Революция, по его мнению, должна была осуществить идеал христианской морали, идеи равенства и братства, возвещённые в Евангелии. Из партий, боровшихся в годы революции, ближе всего, по мнению Бюше, подошли к пониманию задач революции якобинцы.
Альфонс Ламартин (1790—1869), французский поэт, писатель и политический деятель. Слава Ламартина достигла апогея в 1847 году, когда он выпустил в свет «Историю жирондистов», историю Французской революции. «История» была издана впервые за несколько месяцев до начала Революции 1848 года, в ходе которой Ламартин возглавил Временное правительство Второй республики. Впечатление от книги было громадным, так как она написана на основании редких документов, к которым Ламартин имел доступ, а также его бесед с людьми — участниками и свидетелями тех событий. В своей работе Ламартин выступает как апологет жирондистов. Моменты дидактического порядка занимают в работе Ламартина большое место. Она была написана в патетическом, приподнятом стиле.
Работа Ламартина не имеет строго научного характера. Ламартин даёт идеализированное представление жирондистов, не соответствующее исторической действительности. Для него это была группа лиц, «брошенных провидением в центр самой великой драмы новых времен». По его мнению именно они основали республику во Франции; погибли же они потому, что не хотели запятнать свободу преступлениями. После их смерти, по словам Ламартина, из Франции исчезли «юность, красота, иллюзии, гениальность, античное красноречие». Если современники осудили жирондистов, то будущее, по мнению Ламартина, присудило их к славе и прощению. Он считал, что жирондисты стремились предохранить республику от анархии. Признавая, что жирондисты совершили крупные ошибки, что они не понимали сущности революционного движения и не способны были привести революционную Францию к победе над её врагами, Ламартин тем не менее, объявил их мучениками, которые погибли за свои убеждения и за своё отечество. Идеализация жирондистов в работе Ламартина не была случайной. Якобинские традиции пугали его и деятели типа жирондистов казались более приемлемыми.
Сама история вносила коррекции в его взгляды. Так описывая роль якобинцев в революции как зловещую и губительную, хотя и чистую по личным побуждениям, Ламартин признавал, что с «Робеспьером и Сен-Жюстом закончился великий период республики. Республика пала с высоты трагедии до интриги». Но после революции 1848 rода, бывший министр Временного правительства, умудренный опытом, в 1861 rоду вернулся к своей оценке Робеспьера, данной 15 лет назад: «Я был бы сегодня, может быть, более строг (в оценке Робеспьера), так как я видел его тень на улицах в 1848». «Я желал бы, чтобы будущая республика была жирондистской, а не якобинской» — эти слова Ламартина прямо указывают на его отношение к участникам революции.
Эдгар Кинэ (1803—1875) — поэт, философ, французский политический деятель, республиканец и антиклерикал. Избранный в Учредительное собрание Франции в 1848 был противников Июньского восстания, рассматривая восстание опасным для демократии во Франции. В то же время относился резко отрицательно к монархизму и бонапартизму, представители которых требовали установления «порядка».
Отрицая буржуазный материализм и фатализм историков Июльской монархии, Кинэ рассматривает революцию со стороны её взаимоотношению к религии, вопроса в котором он более всего интересовался. Он развивает свои взгляды в работах 1845 года Le Christianisme et la Révolution française и La Révolution, написанной в изгнании в 1865 году. Его центральным аргументом является поражение Реформации XVI века во Франции. Для Кинэ именно Реформация предлагает современную концепцию свободы. Французский католицизм являлся составной частью абсолютистской монархии. С этой точки зрения революция для Кинэ была слишком умеренной. Отвергая религиозную составляющую, революция оперировала понятиями философов, что было не вполне понятно массе религиозного населения. Без предварительной подготовки в религиозном сознании, предлагаемой Реформаций, революционеры преждевременно провозгласили доктрину «философской» терпимости. Оставляя католицизм в религиозном сознании — было только делом времени, приведшим революцию к поражению достижения политической свободы.
В результате, революция была втянута в религиозную гражданскую войну с вандейскими крестьянами без своего нового, собственного Евангелия. Следовательно, террор 1793-94 годов был ещё более ужасным потому, что был концептуально бессилен и формально противоречил самому себе. Придерживаясь принципа религиозной терпимости, Национальный конвент и Комитет Общественной безопасности ещё более жестоко обращались со священниками из-за отсутствия реального противоядия их доктринам. И, пытаясь осуществить политическое возрождение без сопутствующей религиозной революции, Французская революция оказалась на пути террористического бесплодия, оставляя Наполеону с его Конкордатом положить конец террору и увековечить это бессилие.
Кинэ отрицает влияние обстоятельств на ход революции, что нашло своё отражение в течение ревизионизма 20-века — «Как долго мы будем повторять эту чепуху, что необходимо было воздвигнуть эшафот для спасения революции, которая так и не была спасена». Для Кинэ террор не был результатом исключительной ситуации и, следовательно, восхитительным или, во всяком случае, оправданным как средство достижения необходимой цели. Скорее, это был результат самой революции в её якобинской форме, беспрецедентное и ненужное возрождение абсолютистской традиции тирании в революционном сознании. Кинэ жил достаточно долго, чтобы увидеть осуществление своих республиканских взглядов и установление Третьей республики во Франции.
Жюль Мишле (1798—1874) — французский историк и публицист, представитель романтической историографии.
В 1847 году, накануне падения июльской мoнархии, вышел в свет первый том труда Мишле под названием «История французской революции» (в семи томах; последний вышел в 1853 году). История Мишле по мнению многих историков была самой влиятельной из всех работ о революции XIX века. Работа Мишле была основана на гораздо большем количестве первоисточников, чем труды его предшественников. Поэтому для своего времени она имела крупное значение. Работая в течение двадцати лет в архивах, он пользовался протоколами Парижской коммуны, протоколами секций (которые впоследствии сгорели во время пожара при подавлении Коммуны в 1871 году) и протоколами комитетов общественного спасения и общественной безопасности. История революции Мишле составила в этом отношении новый этап в историографии французской революции и оказала несомненное влияние и на его современников и на последующих историков, например, на Жореса.
В это время Мишле, как и его друг Кинэ, выступал против нарастающей католической реакции. Как результат, он полностью отвергал христианский социализм Бюше, но в то же время его взгляды отличались и от взглядов Кинэ. Революция для Мишле была водоразделом всего, что существовало до 1789 года, как «Старый порядок», так и в отношении христианства, которое освящало монархию. «Революция продолжала христианство, и в то же время противоречила ему, являясь одновременно его наследником и противником». И несмотря на свою антипатию к Бюше, он пользовался всем массивом документов, собранных последним.
В центре повествования Мишле — народ. Но народ абстрактный. Он не акцентировал различия в третьем сословии. Так, Мишле прилагает все усилия, чтобы освободить «народ» от любой ответственности за акты насилия и варварства, которые всё чаще характеризовали Революцию. Эти «кровожадные поступки» совершало «бесконечно малое количество людей». Скорее, акцент Мишле падал на то, что он называл «эпохой единодушия, святой эпохой, когда вся нация, свободная от различий и едва знающая разницу между классами, шла под флагом братства». Этот «гуманный и доброжелательный» этап революции воплощается 14 июля 1790 года в апофеозе празднования Федерации (фр. Fête de la Fédération). «Я убеждён», писал Мишле: «что во все времена не было сердце человека более щедрым и полным, чем в этот момент».
Революция Мишле была революцией 1789 года. Для него события, последовавшие за созывом генеральных штатов, обозначили радикальный разрыв с прошлым и появлением новой эпохи. Он восхищался всеобщими идеями справедливости и мира революции, считая, что впервые закон и религия были объединены в единое целое. Революция Мишле вдохновлялась Вольтером и Руссо, а не Библией. Он был убеждён в уникальности революции и считал это заложенным в историю и судьбу Франции. Революция Мишле не была, в отличие от революции Минье и Тьера, историей возвышения буржуазии. Точно так же, если Мишле и соглашался с тем, что якобинцы спасли Францию от внешнего вторжения, он не был готов, как Минье и Луи Блан, приписать террор только обстоятельствам. История революции заканчивается 9 термидора — настолько он чувствовал отвращение к термидорианцам.
Мишле определял свою позицию как «монтаньяр, но не якобинец». Этим он хотел сказать, что часть Горы не входила в Якобинский клуб, а некоторые деятели, как, например, Дантон, по духу были далеки от него, — были монтаньярами (то есть членами революционной партии Горы), но не якобинцами. Он сказал бы своим читателям, голосовать против жирондистов, но он бы выступил против «инквизиторского духа» и «жестокого макиавеаллизма» клуба якобинцев. Его герои были Дантон и Демулен. Человечество может победить только «братством любви, а не гильотиной».
Луи Блан (1811—1882) — французский социалист, историк, журналист, деятель революции 1848 года. В 1846 вышел в свет первый том «Истории французской революции» Луи Блана. После февральской революции 1848 года Луи Блан вошёл в состав временного правительства. Возглавив Люксембургскую комиссию, поддерживал создание «национальных мастерских». «Каждому по его способностям, каждому по его нуждам» — вот принцип Луи Блана, выраженный им, кроме того, и в следующей формуле: «долг соразмерно со способностями и силами, право соразмерно с нуждами». Хотя Блан не участвовал в Июньском восстании 1848 года, он был подвергнут судебному преследованию. В августе 1848 года эмигрировал в Англию. В 1870 году вернулся во Францию. Избранный в 1871 в Национальное собрание, отказался присоединиться к Парижской Коммуне.
Для Луи Блана история человечества есть история смены общих принципов — авторитета, индивидуализма и братства. Индивидуализм, — заявлял он, — является принципом буржуазии, братство — принцип народа и нового общественного строя. Его идеал — смягчение классового антагонизма, не борьба классов, а примирение их. С этой точки зрения Луи Блан подходил и к оценке французской революции. Сочувствие его — на стороне якобинцев. Он преклоняется перед Робеспьером, в котором видит воплощение добродетели и борца за политическое равенство. Классового характера борющихся партий Луи Блан не признавал. По его мнению, партии отделяла друг от друга только философская противоположность доктрин: жирондисты были последователями Вольтера, якобинцы — последователями Руссо. Луи Блан выражал сожаление о том, что деятели этих двух партий враждебно относились друг к другу, между тем они могли бы взаимно дополнить одна другую. Сочувствуя в основном якобинцам, считая, что жирондисты допустили ряд крупнейших ошибок, и заявляя, что они больше заботились о самих себе, нежели о спасении революции, Луи Блан в то же время восхищался «великодушием и героизмом» Жиронды и сожалел о её гибели.
Блан видел Робеспьера наследником Руссо: «Оба защитника сильного правительства, пока слабый нуждался в защите и содействии, автор Общественного договора и его ученик знали, что форма общества является подтверждением метафизики и богословия Руссо, поэтому они понимали, что атеизм освящает анархию на земле». Следовательно, якобинизм представлял собой сильное правительство на службе слабых и веры в противовес критической и рационалистической философии: Робеспьер был для Блана воплощением обоих этих качеств. Проводя эту аналогию, он отделяет Робеспьера от террора и возлагает всю вину за террор на эбертистов и бешеных, считает это наследим тирании Старого режима, как и происками контрреволюционеров. Робеспьерристы, говорит Блан, не были ответственны за и даже враждебно относились к Прериальскому закону(фр. La loi du Prairial): для него это были будущие заговорщики 9 термидора, которые были ультратеррористами весной 1794 года. Таким образом, он в состоянии осудить как усиление террора в июне 1794 года, так и отказ от террора после 9 термидора и отделить от него Робеспьера на том основании, что те же самые люди были ответственны за всё это.
Для своего времени «История» Луи Блана была произведением крупного значения: он использовал большой фактический материал, работы Бюше и Мишле, с кем ожесточённо полемизировал, газету «Монитор» и широкий ряд источников Британского музея; им были затронуты некоторые вопросы, почти не освещавшиеся предыдущими историкамu, например, экономические проблемы. Революция 1848 года, июньское восстание и Вторая империя разделили республиканцев. Республиканец Луи Блан был вынужден эмигрировать в Англию из-за преследований Второй республики. По мнению Франсуа Фюре история революции Блана находится в центре этого водораздела. Теперь каждая республиканская часть, и консервативная, и социалистическая, побеждённая в июне и побеждённая 2 декабря, придерживалась своего собственного понимания Великой революции; и работа Блана является памятником этому водоразделу в её историографии.

#### Другие влияния и вклад
Томас Карлейль (1795—1881) — британский писатель, публицист, историк и философ шотландского происхождения, автор трёхтомного сочинений «Французская революция» (1837). Для своего времени Карлейль использовал значительное количество источников (прессу, мемуары и т. п.). Книга написана очень живо, увлекательно, своеобразным, крайне эмоциональным стилем и произвела сильное впечатление на современников, которые зачитывались ею; некоторые историки считали её скорее эпической поэмой, чем научным трудом. Карлейль давал яркие, но очень парадоксальные характеристики деятелей революции, называя, например, Дантона «колоссальной реальностью», а Робеспьера «зеленоватой формулой». Книга Карлейля быстро приобрела статус классического исследования, влияние которого сказывается обычно на протяжении длительного времени.
Революцию он рассматривал, как некую колоссальную стихийную силу, которую трудно осмыслить во всех деталях, но которую нужно воспринять, как нечто неизбежное и как бы предопределённое свыше. Социальные преобразования необходимы, причём достичь их можно лишь революционным путем — в этом Карлейль был самым крайним радикалом и не разделял веры в парламент, а отстаивал необходимость насилия. «За всю историю Франции двадцать пять миллионов её граждан, пожалуй, страдали меньше всего именно в тот период, который ими же назван Царством Террора», — писал он. Эти крайние взгляды сочетались у него с верой в то, что люди нуждаются в лидере, причём лидер в его понимании во многом походил на сурового кальвинистского бога его отца. Поскольку революция, несомненно, была предначертана богом, то её смысл состоял прежде всего в том, чтобы возвестить рождение нового мира, а последнее возможно лишь при благотворном влиянии признанного вождя — самого мудрого, героического и дальновидного человека Франции.
«Французскую революцию» встретили гораздо теплее, чем ожидал автор: Диккенс повсюду носил её с собой; Теккерей написал о ней теплый отзыв в «Тайме»; Саути высказал горячую похвалу самому Карлейлю лично и говорил друзьям, что, пожалуй, прочтёт её раз шесть и что это «книга, равной которой не написано, да и не будет написано ничего на английском языке». Эмерсон считал книгу замечательной и предсказывал ей долгую славу.
Алексис де Токвиль (1805—1859) — французский политический деятель, лидер консервативной Партии порядка, министр иностранных дел Франции 1849 года. После переворота 2 декабря 1851 года Токвиль отошёл от публичной жизни и вернулся к изучению Великой французской революции.
С установлением Второй империи в середине XIX века после Второй республики, более пятидесяти лет после инаугурации первой, история, казалось, повторялась. Французы переигрывали первую революцию и реанимировали Жиронду, Гору, якобинцев и термидор только для того, чтобы в конце найти второго Бонапарта. Но на этот раз они не могли винить обстоятельства, гражданскую и внешнюю войну. Вторая Республика не страдала от мучений первой, но закончилась тем же — в деспотии. У первого деспота был несравненный шарм гения. Сама посредственность второго показывала работу определённого механизма, независимого от влияния людей, и, казалось, раскрывала тайную связь между революционными явлениями и централизованным административным государством в истории современной Франции. Парадокс этого исхода, построенного на равенстве граждан, Токвиль выразил в знаменитой работе «Старый порядок и революция» (фр. L'Ancien Regime et la Revolution). Если неудача выявила постоянство деспотической традиции во французской общественной жизни, тогда сама революция была всего лишь эпизодом, источники которого нужно искать в далёком прошлом. В конце концов, он написал книгу о том, что предшествовало революции.
Токвиль не рассматривал Старый порядок в качестве предшественника или подготовки к революции; скорее, он видел, что работа революции уже началась и действительно завершилась до 1789 года. Это была большая разница между ним и либеральными историками Реставрации. Именно в 1787 году, а не в 1789, Ломени де Бриенн разрушил Старый порядок своей административной реформой, которая заменила интендантов избираемыми собраниями; он совершил более значительный переворот, чем все те революции, которые происходили во Франции после 1789 года, поскольку все они затрагивали лишь политические институты, но не касались «административного устройства». Именно в 1787 году были разрушены не только традиционные отношения французов с государством, но и вся ткань социальной жизни. Старый порядок умер уже в 1787 году.
Франсуа Фюре отмечает трудности в теории централизации Токвиля — если административный процесс централизации был завершён консульством, как считал Токвиль, то не было бы необходимости в революциях 1830 и 1848 годов для его завершения. Таким образом рассеивается стремление к централизации как главного революционного импульса. Поскольку централизация не могла объяснить последующие революции, её статус главного объяснения революции 1789 года становился сомнительным.
Анализируя во второй части своей книги гражданское общество, Токвиль, как наследник историографии Реставрации, говорит о «классах»: «Несомненно, мне могут противопоставить отдельные личности, но я говорю о целых классах, ведь только они одни должны интересовать историю». Однако эта фундаментальная концепция оказывается у него чрезвычайно широкой: классы определяются то как сословия Старого Порядка, то в зависимости от сочетания права с богатством и таким весьма расплывчатым критерием, как общественное положение, что включает в число высших классов и состоятельную буржуазию.
Книга Токвиля, основанная на большом количестве материале и талантливо написанная, привлекла к себе большое внимание и оказала большое и длительное влияние на всю последующую историографию. Идеи Токвиля можно найти в работах Тэна и Сореля. До появления этой работы историки революции уделяли мало внимания феодально-абсолютистскому порядку. В конце 50-х и в 60-х годах, после выхода в свет книги Токвиля, появилось большое количество работ, посвящённых отдельным сторонам дореволюционного режима (об интендантах, о юстиции, о деятельности Тюрго и т. д.).
Эрнест Амель (1826—1898) — адвокат, писатель, историк и французский политический деятель, автор многочисленных работ: история Сен-Жюста (фр. Histoire de Saint-Just député à la Convention nationale), история Робеспьера (фр. Histoire de Robespierre), Термидор и многие другие. Республиканские и демократические идеи, которые он исповедовал и симпатии к деятелям Великой французской революции были встречены с враждебностью со стороны правительства Наполеона III: его биография Сен-Жюста, опубликованная в 1859 году, была конфискована и уничтожена; издатели его биографии Робеспьера в 1865 году находились под угрозой уголовного преследования.
В своей работе о Робеспьере Амель на протяжении полутора тысяч страниц восстанавливает день за днем жизнь наиболее известного деятеля революции. Эрнест Амель всячески подчеркивает своё беспристрастие, свою «внепартийность», в то же время не скрывая глубокого восхищения героем своего повествования. В историографии французской революции к трудам Амеля сохранилось сдержанное или даже пренебрежительное отношение, в чём повинен в известной мере Альбер Матьез. По мнению советского историка Манфреда «Исследование Амеля было трудом реставратора, соскребавшего со старого портрета наслоившиеся за долгие десятилетия сгустки чёрной краски и восстанавливавшего по частям его первоначальные линии и цвет. Если работа Амеля по своему содержанию и заслуживает критики, то это прежде всего за его, если так можно сказать, позицию „круговой обороны“ всей деятельности Робеспьера. Амель брал под защиту и пытался представить политической добродетелью все действия Робеспьера».
Ипполит Тэн (1828—1893) — философ-позитивист, эстетик, писатель, историк, психолог. Создатель культурно-исторической школы в искусствознании. Тэн был одним из великих литературных деятелей второй половины XIX века, опубликовал работы по английской литературе, итальянскому, фламандскому и греческому искусству, французской философии и психологии.
Если для Токвиля падение Второй республики послужило толчком к написанию «Старого порядка и революции», то для Тэна толчком к написанию работы по истории революции послужили Франко-прусская война и Парижская коммуна 1871 года. «Мне очень грустно и я очень обескуражен», — писал он, «Будущее выглядит мрачным, но что ещё хуже, невозможно понять, что скрывается за этой тьмой». Вскоре после этого он пришёл к выводу, что это «возвращение варварства и примитивной анархии», описывая происходящее в Париже как «ад кромешный», а о побежденных коммунарах как о негодяях, диких волках, разбойниках, которые находятся за чертой цивилизации. Едва он вернулся в Париж, он занялся исследованием материалов, убежденный в том, что для понимания нынешнего состояния дел необходимо вернуться к кризису Старого порядка и к революции. Это был вопрос, который поглотил его в течение большей части следующих двадцати лет до самой смерти.
Работа Тэна по истории революции называется «Происхождение современной Франции» (фр. Les origines de la France contemporaine). Первый том под названием «Старый порядок» вышел в 1875 году. Революции посвящены три тома, вышедшие в конце 70-х и начале 80-х годов. Тэн попытался применить к изучению революции «психологический» метод. Он не даёт последовательного изложения хода событий, ограничиваясь преимущественно, общими зарисовками и характеристиками отдельных деятелей революции и целых направлений. Так тех, кого он считал, ответственными за революцию: Марат — «лунатик», Дантон — «варвар» и Робеспьер — «неизлечимый, незначительный ритор». Из них Марат был «самым чудовищным». Он проявлял «яростное возбуждение, постоянное возбуждение, лихорадочную деятельность, неисчерпаемую склонность к письму, и столбняка воли с ограниченным умом, фиксированным на одной идее, и обычные физические симптомы, такие как бессонница, яркий оттенок лица, плохую кровь, и гнусность маньяка». Тэн не видел «ничего ненормального в Дантоне». Тем не менее он обладал «ореолом хищника». Это был Дантон, кто первый понял, что конечной целью революции была «диктатура меньшинства» и её средствами «общенародная жестокость». Что касается Робеспьера, он был педант и самоуверенный моралист. «Не видно ума в его посредственности и некомпетентности», — писал Тэн, «что так хорошо гармонировало с духом времени». Государственный деятель Робеспьер «парит в пустом пространстве, окруженный абстракциями». В его «сложном красноречии» не было ничего, кроме «рецептов общих мест из изношенных греческих и римских древностей». В общем, якобинцы были безумцами и фанатиками, а революция являлась эпизодом коллективного безумия .
По мнению Моны Азуф редкий историк был так равнодушен к деталям политики времени и существующих тогда обстоятельств. Тэн описал 14 июля без упоминания об увольнении Неккера или о размещении войск вокруг Парижа. Он рассказал о сентябрьских убийствах, не сказав ни слова о внешней угрозе вторжения. Якобинцы для Тэна — не политическое направление, а особый психологический тип (к якобинцам Тэн причислял и жирондистов). Якобинец, по Тэну, — это далёкий от запросов реальноft жизни, самовлюблённый, помешанный на отвлечённых принциnах человек. Это, вместе с тем, отъявленный демагог, который для достижения своих целей опирается на "зверя>, то есть на народ. Отсюда — господство якобинцев обозначает вместе с тем господство грубой толпы. Под влиянием философского яда и революции Франция, по мнению Тэна, превратилась в пьяницу-полупаралитика, который почти потерял рассудок и бредит, тело его сотрясают судороги, а поводырем, влекущим эту парализованную Францию к гибели, является «Якобинец». При этом Тэн утверждал, что большинство народа, состоявшее из «благоразумных» людей, вообще не принимало участия в революции; «бесновалось же и шло за якобинцами меньшинство, которому удалось, однако, терроризировать большинство».
В 1905 и 1907 годах Альфонс Олар прочитал две серии лекций в Сорбонне, посвящённых анализу работ Тэна как серьёзного историка революции. Перечень недостатков, описанных Оларом, варьировался, в частности, от фактических ошибок, неадекватных источников, небрежности, необоснованной поспешности, недоказанных утверждений, необоснованных обобщений и некритического суждения, граничащего с наивностью. Тэн, писал Олар, показал, что «мало способен анализировать текст, его содержание и способности к методологической точности». Это было больше, чем обвинение в профессиональной некомпетентности. В основе обширного предприятия Тэна в сущности, как должно было ясно для аудитории Олара, лежала «консервативная политико-историческая теория». Цель Тэна, утверждал Олар, заключалась в том, чтобы «вбить в мысли читателя, что революция, вдохновленная плохой философией, может быть только катастрофой», следуйте традициям и инновациям — таковы «консервативные выводы» Тэна.
Хотя Тэн отвергнут ревизионистской школой из-за его ошибочных исследований и своего «контрреволюционного уклона», Фюре считает, что его работа имеет «значительный интерес», а Альфред Коббен, предшественник французской ревизионистской школы, посвятил свою последнюю статью Тэну, назвав его «самым влиятельным и стимулирующим, самым ослепительным, одним словом, самым большим из плохих историков».
Альбер Сорель (1842—1906) — французский историк, член Французской академии, иностранный член-корреспондент Петербургской академии наук. Сорель служил в министерстве иностранных дел с 1866 по 1875, и в дальнейшем, уже после окончания дипломатпческой nарьеры, сохранил большой интерес к внешней политике.
В 80-х годах начала выходить в свет большая восьмитомная работа Альбера Сореля: «Европа и французская революция». Неудачная Франко-прусская война вызвала во Франции живой интерес к международным проблемам более раннего периода, в частности к военным успехам Франции в конце XVIII и начала XIX века. Подобно Токвилю, Сорель стремился показать, что революция иными методами и в иной обстановке осуществляла в значительной степени те задачи, которые ставила перед собой ещё абсолютная монархия. Он полагал, что революция временно выполнила старые цели французских королей — завоевала «естественные границы». Как и Токвиль, он настаивал на том, что деятели революции, считавшие, что они несут Франции и Европе новые идеи, на самом деле, наряду с известными элементами нового, осуществляли очень многое из старого. Очень подробно Сорель останавливается на вопросе о том, нак тесно мероприятия деятелей революции в области внутренней политики переплетались с их внешней политикой. Пропагандируя революционные принципы свободы и равенства как внутри Франции, так и за её пределами, деятели революции развернули огромную активность, добились громадных успехов, но в конце концов, по мнению Сореля, именно успехами своей пропаганды они подготовили своё падение: народы других стран восприняли те же идеи и также стали добиваться независимости, а следовательно, бороться против завоевательной политики Франции.

### Классическая, или Якобино-Марксистская, школа
Доминирующим подходом к Французской революции в исторической науке в первой половине XX века был марксистский, или классический, подход. Эта точка зрения рассматривает Французскую революцию как по существу буржуазную революцию, отмеченную классовой борьбой и приведшую к победе буржуазии. Под влиянием политического деятеля-социалиста Жана Жореса и историка Альбера Матьеза (который порвал со своим учителем Оларом из-за концепции классового конфликта), левые историки во главе с Жоржем Лефевром и Альбертом Собулем разработали этот подход.
Лефевр был вдохновлен Жоресом и начинал с умеренно социалистической точки зрения. Его объёмистый и завоевавший репутацию труд «Les paysans du Nord» (1924) был описанием революции среди провинциальных крестьян. Он продолжил исследования в этом направлении, опубликовав «Великий страх 1789 года» (1932 год, первый английский перевод 1973 года) о панике и насилии, распространившихся в сельской Франции летом 1789 года. В своих работах он рассматривает «революцию снизу», отдавая предпочтение классовому подходу. Его самой известной работой была «Quatre-Vingt-Neuf» (буквально «Восемьдесят девятый», опубликованная в 1939 году и переведённая на английский язык как «Пришествие Французской революции», 1947). Эта искусно и убедительно аргументированная работа интерпретирует революцию через призму марксизма: во-первых, это «аристократическая революция» собрания нотаблей и Парижского парламента в 1788 году; затем «буржуазная революция» третьего сословия; «народная революция», символизируемая падением Бастилии; и «крестьянская революция», представленная «великим страхом» в провинции и сожжением замков. (В качестве альтернативы можно рассматривать 1788 год как аристократическую революцию, 1789 год как буржуазную революцию и 1792—1793 годы как народную революцию). Согласно этой интерпретации, растущий капиталистический средний класс свергнул вымирающую феодальную аристократическую правящую касту и удерживал позиции в течение почти двадцати лет. Его основной публикацией была «Французская революция» (1957 г., переведена и опубликована на английском языке в двух томах, 1962—1967 гг.). Эта, и особенно его более поздняя работа о Наполеоне и Директории, по-прежнему высоко ценятся.
Некоторые другие влиятельные французские историки этого периода:
- Эрнест Лабрусс (1895—1988) — провёл обширное экономическое исследование Франции XVIII века.
- Альбер Собуль (1914—1982) — провёл исчерпывающее исследование низших классов Революции; его самая известная работа — «Без кюлотов» (1968).
- Жорж Руде[англ.] (1910—1993) — другой протеже Лефевра, продолжал работать над народной стороной революции: «Толпа во Французской революции» (1959) — одна из его самых известных работ.
- Даниэль Герен (1904—1988) — анархист, который очень критически относится к якобинцам.

Некоторые из выдающихся консервативных французских историков этого периода включают:
- Пьер Гаксотт[англ.] (1895—1982) — роялист: «Французская революция» (1928).
- Огюстен Кошен (1876—1916) — приписывает происхождение революции деятельности интеллигенции[71].
- Альбер Сорель (1842—1906) — историк дипломатии: «Европа и французская революция» (восемь томов, 1895—1904); вступительный раздел этого произведения переведён на английский как «Европа при старом режиме» (1947).

Следующие пять учёных заведовали кафедрой истории Французской революции в Сорбонне:
- Ипполит Тэн
- Франсуа Олар — 1891 (более тридцати лет)
- Жорж Лефевр — 1937—1959 гг.
- Альбер Собуль — 1967—1982 гг.
- Мишель Вовель — 1982

## Главные темы

### Характер
Марксистские историки (а также ряд немарксистских ) утверждают, что Великая французская революция по своему характеру была «буржуазной», заключалась в смене феодального строя капиталистическим, и ведущую роль в этом процессе играл «класс буржуазии», свергнувший в ходе революции «феодальную аристократию». Многие историки с этим не согласны , указывая на то, что:
1. феодализм во Франции исчез за несколько столетий до революции (см. Старый порядок). В то же время отсутствие «феодализма» не является аргументом против «буржуазного» характера Великой французской революции. При соответственном отсутствии «феодализма» революции 1830 и 1848 гг. являлись буржуазными по своему характеру (См. революция 1830 и революция 1848);
2. капитализм во Франции был достаточно развит ещё до революции, и была хорошо развита промышленность [пр 2]. В то же время за годы революции промышленность пришла в сильный упадок — то есть вместо того, чтобы придать импульс развитию капитализма, в действительности революция затормозила его развитие[75].
3. французская аристократия в действительности включала не только крупных землевладельцев, но и крупных капиталистов[76]. Сторонники этого взгляда не видят сословного деления во Франции Людовика XVI. Отмена всяких сословных привилегий, включая налогообложение, являлась сутью конфликта между сословиями в Генеральных штатах 1789 и была закреплена в Декларации прав человека и гражданина[77]. Между тем, как указывает Р. Мандру, буржуазия в течение многих десятилетий, предшествовавших революции, покупала аристократические титулы (которые официально продавались), что приводило к вымыванию старой потомственной аристократии[78]; так, в Парижском парламенте в XVIII веке из 590 его членов лишь 6 % относились к потомкам старой аристократии, существовавшей до 1500 года, а 94 % членов парламента принадлежали к семьям, получившим дворянский титул в течение XVI—XVIII вв[79]. Это «вымывание» старой аристократии и является свидетельством восходящего влияния буржуазии. Оставалось только оформить это политически; однако это потребовало изгнания из страны или физического уничтожения той части буржуазии, которая ранее вошла в состав аристократии и, фактически, составляла большинство последней;
4. именно французская аристократия насаждала капиталистические (рыночные) отношения в течение 25-30 лет, предшествовавших 1789 году[пр 3]; «Опять же, однако, имеются серьезные недостатки в таком аргументе», — пишет Льюис Гвайн. «Надо помнить, что аристократии принадлежала большая часть земли, под которой находились уголь, железная руда и другие минеральные отложения; их участие часто рассматривается как просто ещё один способ увеличения доходов от их земельных владений. Только аристократическому меньшинству удавались промышленные предприятия напрямую. Недавние исследования показывают разницу в „экономическом поведении“. В то время как „буржуа“ из третьего сословия инвестировал огромные суммы в шахты, например, концентрировал производство в нескольких основных местах, вводил новые методы добычи угля, аристократ, обладая „феодальным“ контролем над землей, где находились наиболее продуктивные прииски, работал через своих агентов и управляющих, которые постоянно советовали ему не вовлекать себя слишком глубоко в современное промышленное предприятие (les entreprises en grand). Собственность здесь, с точки зрения земли или акций, не ключевой вопрос; это более вопрос „как“ происходили инвестиции, технические инновации и „менеджмент“ промышленных предприятий»[80];
5. в конце существования Старого порядка и далее в течение революции происходили массовые восстания крестьян и горожан против применявшихся во Франции методов экономического либерализма (свободной торговли)[81] [82], против крупных частных предприятий в городах [83][84] (при этом активное участие в этих восстаниях принимали рабочие и санкюлоты, представлявшие собой часть тогдашней буржуазии[74][85]); (и против огораживаний, строительства систем ирригации и модернизации в деревне[82])
6. в ходе революции у власти оказалась вовсе не та «буржуазия», которую подразумевают марксистские историки [пр 4] — отнюдь не купцы, предприниматели и финансисты, а в основном чиновники и представители свободных профессий[87], что признает и ряд «нейтральных» историков[88].

Среди немарксистских историков существуют разные взгляды на характер Великой французской революции. «Классическая» интерпретация революции, возникшая в конце XVIII — начале XIX вв. (Сийес, Барнав, Гизо) и разделяемая некоторыми современными историками (П. Губер), представляет революцию всенародным восстанием против аристократии, её привилегий и её методов угнетения народных масс , откуда революционный террор против привилегированных сословий, стремление революционеров разрушить всё, что ассоциировалось со Старым порядком, и построить новое свободное и демократическое общество. Из этих устремлений вытекали и главные лозунги революции — свобода, равенство, братство.
По мнению других историков (А. Коббен, Б. Мур, Ф. Фюре), революция в целом или по основному характеру протестных движений носила антикапиталистический характер, или представляла собой взрыв массового протеста против распространения свободных рыночных отношений и крупных предприятий (И. Валлерстайн, В. Хунеке, А. Милвард, С. Саул) . По мнению Г. Руде, это является представлением радикальных и леворадикальных взглядов. Вместе с тем, марксистский взгляд на Великую французскую революцию широко распространён среди леворадикальных политиков, таких как Луи Блан, Карл Маркс, Жан Жорес, Пётр Кропоткин, которые развивали этот взгляд в своих трудах. Так, один из авторов, примыкающих к марксистскому направлению Даниэль Герен, французский анархист, в «La lutte des classes sous la Première République, 1793—1797» выразил неотроцкистский взгляд — «Французская революция имела двойной характер, буржуазной и перманентной, и носила в себе зачатки пролетарской революции», «антикапиталистической» — обобщает взгляды Герэна Валлерстайн, и добавляет, что «Герэн умудрился объединить против себя и Собуля и Фюрэ», то есть представителей и «классического» и «ревизионистских» направлений — «Они оба отвергают такое „неявное“ (implicit) представление истории», пишет Валлерстайн. Вместе с тем, среди сторонников «антимарксистского» взгляда — в основном профессиональные историки и социологи (А. Коббен, Б. Мур, Ф. Фюре, А. Милвард, С. Саул, И. Валлерстайн, Ф. Фюре, Д. Рише, А. Милвард, С. Саул полагают, что по своему характеру или причинам Великая французская революция имела много общего с революцией 1917 года в России.
Имеются и другие мнения о характере революции. Например, историки Ф. Фюре и Д. Рише рассматривают революцию в значительной мере как борьбу за власть между различными группировками, сменявшими друг друга несколько раз в течение 1789—1799 гг., которая привела к изменению политической системы, но не привела к существенным изменениям в социальной и экономической системе. Существует взгляд на революцию как на взрыв социального антагонизма между бедными и богатыми.